# Mattenschwelle
Die Mattenschwelle oder auch Aareschwelle (dialektal Schwelli) ist ein Längswehr in der Aare in der Stadt Bern. Das Wehr ist bereits im Mittelalter nachgewiesen und dient der Ableitung von Wasser ins Mattequartier, wo sich Gewerbe ansiedeln konnte. Ab 1891 wurde das Wasser auch für den Betrieb des Kraftwerks Matte des Elektricitätswerk der Stadt Bern, der späteren Energie Wasser Bern (EWB), genutzt.

## Geschichte
Die Mattenschwelle wird bereits vor 1218 erwähnt. Im Jahr 1360 erwarb die Stadt Bern für 1300 Florin die Schwelle und die dazugehörigen Mühlen von Johann II. von Bubenberg. Vermutlich bis ins 17. Jahrhundert bestand die Schwelle aus einer Reihe im Flussboden verankerter Holzkästen in Blockbauweise, die mit Steinen gefüllt waren. In den Jahren 1640 und 1641 wurde eine Mauer gebaut, welche höhere Stauquoten ermöglichte. Die Aufsicht war dem städtischen Schwellenmeister übertragen, der im Schwellenmätteli im heutigen Haus Dalmaziquai 11, dem heutigen Restaurant Schwellenmätteli, wohnte. Im Jahre 1890 bestand das Wehr aus 54 Stauschleusen und neun Tiefschleusen. In den Jahren 1983 bis 1991, sowie 2024/25 wurde die Mattenschwelle saniert.

## Technik
Die Mattenschwelle befindet sich südlich der Halbinsel mit der Berner Altstadt an einer Stelle, wo das Flussbett eine natürliche Stufe aufweist. Ein schräg durch den Fluss verlaufendes Längswehr drängt ungefähr 40 m³/s Wasser in einen Gewerbekanal, wo es durch das Kraftwerk Matte zur Energiegewinnung genutzt wird. Das nutzbare Gefälle beträgt je nach Abfluss 1,3 bis 3,2 Meter. Das Längswehr besteht aus 65 Schützen mit Handantrieb und zwei halbautomatischen Schützen für den Winterbetrieb. Eine automatische Rechenanlage entfernt jährlich bis zu 120 t Unrat.

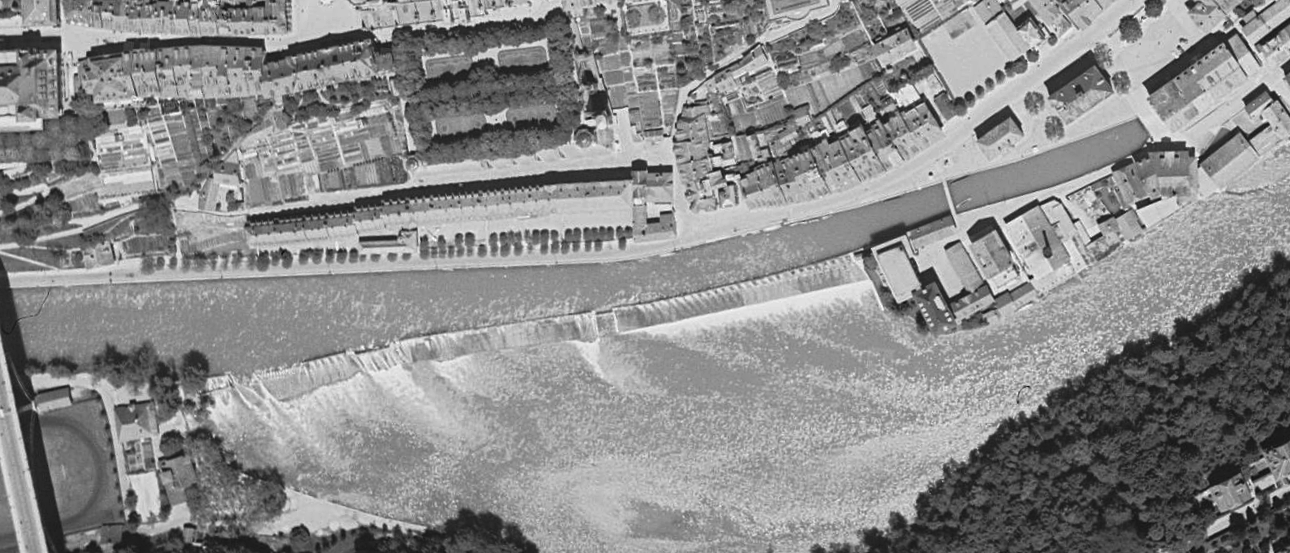
Mattenschwelle auf einem Luftbild (1938)

## Schwellenmeister

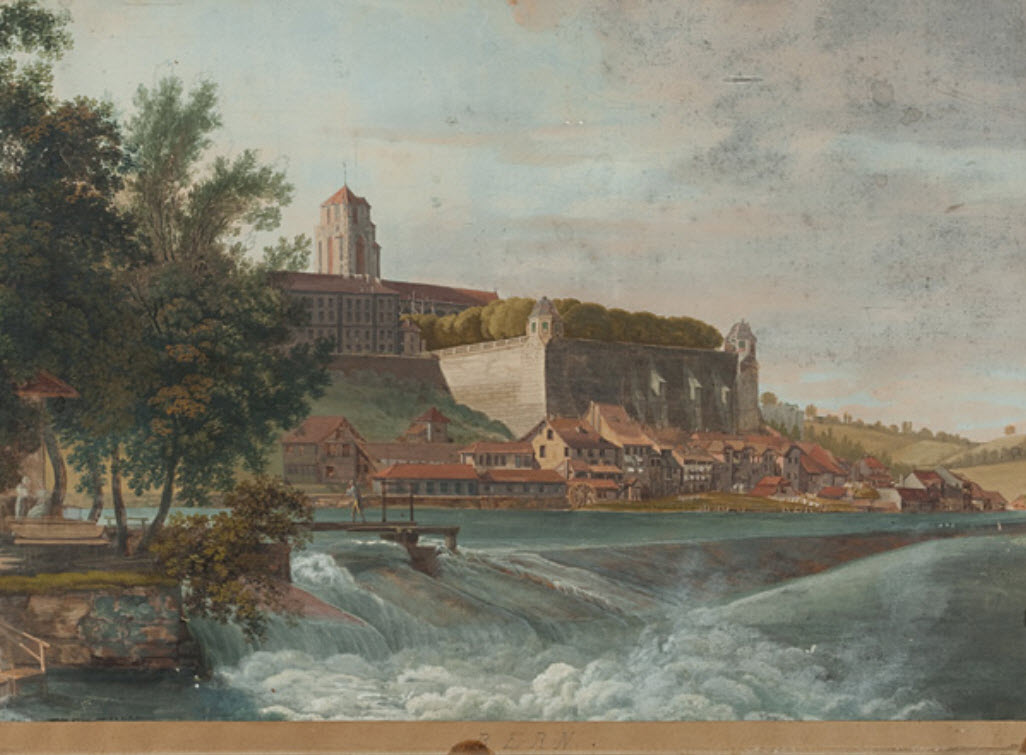
Die Mattenschwelle in Bern (um 1790)

Die Schwellenmeister (Schwellimeister) waren meist Angehörige der Gesellschaft zu Schiffleuten und hatten ab dem 18. Jahrhundert auch die Aufgabe, die im Zeughaus aufbewahrten Schiffbrücken zu betreuen.
| - Matthias Feer, 1527–? - Gilgen Schärer (1547–1628) - Abraham Schärer (1579–1644) - Abraham Schärer (1616–vor 1660) - Heinrich Schärer (1645–?) - Hans Rudolf Schneider (1633–?) - Niklaus Schneider (1659–1730) - Hans Jakob Schneider (1694–1755) | - Emanuel Gryph (1703–1775), ab 1751 - Abraham Emanuel Gryph (1731–1773) - Abraham Emanuel Gryphs Erben, ab 1776 - Friedrich Anton Schumacher (1747–1803), ab 1786 - Friedrich Vinzenz Schumacher (1776–1825) - Emanuel Küpfer († 1855) - Abraham Emanuel Küpfer (1807–1888) |